# Northwest Florida Beaches International Airport

i7
i11
i13
Der Northwest Florida Beaches International Airport (IATA-Code: ECP, ICAO-Code: KECP) ist der Verkehrsflughafen der amerikanischen Kleinstadt Panama City im US-Bundesstaat Florida.

## Lage und Verkehrsanbindung
Der Northwest Florida Beaches International Airport befindet sich 26 Kilometer nordwestlich des Stadtzentrums von Panama City im Bay County. Südlich des Flughafens verläuft die SR 388.
Der Northwest Florida Beaches International Airport ist nicht in den Öffentlichen Personennahverkehr eingebunden, Fluggäste müssen auf Mietwagen, Taxis und ähnliche Angebote zurückgreifen.

## Geschichte
In den 1990er Jahren genügte der sechs Kilometer nördlich des Stadtzentrums von Panama City gelegene Panama City–Bay County International Airport nicht mehr den Anforderungen, da die längere Start- und Landebahn 14/32 mit einer Länge 1923 Metern vergleichsweise kurz war und nicht über Start- und Landebahnendsicherheitsflächen verfügte.
1996 wurden verschiedene Möglichkeiten einer Erweiterung der Start- und Landebahnen auf ihre Umweltverträglichkeit überprüft. Die Überprüfung kam zu dem Schluss, dass die Start- und Landebahn 16/34 in das nordwestliche Ende gelegene Goose Bayou erweitert werden sollte. Allerdings hätte sich dies negativ auf das geschützte Gewässer ausgewirkt. 1998 wurden die entsprechenden Planungen wieder verworfen und stattdessen die Möglichkeit der Verlegung des Flughafens untersucht. Mit Unterstützung durch die Federal Aviation Administration (FAA) und das Florida Department of Transportation (FDOT) wurde im Folgejahr eine Machbarkeitsstudie initiiert. Im Jahr 2000 wurden verschiedene Standorte vorgeschlagen. Im Jahr 2006 genehmigte die FAA den Standort nördlich der West Bay. Im gleichen Jahr erteilte auch der Bundesstaat Florida die notwendigen Genehmigungen. Im November 2007 erfolgte der erste Spatenstich, die Bauarbeiten am neuen Flughafen begannen jedoch erst im Januar 2008.
Der Northwest Florida Beaches International Airport wurde am 23. Mai 2010 eröffnet. Außerdem sollte eine Querwindbahn errichtet werden, um einen größeren Bereich von Windrichtungen abzudecken und so die Sicherheit von Kleinflugzeugen bei Starts und Landungen zu erhöhen. Diese Pläne wurden jedoch 2014 aus finanziellen Gründen auf Eis gelegt.

## Flughafenanlagen

### Start- und Landebahnen
Der Northwest Florida Beaches International Airport verfügt über eine Start- und Landebahn. Sie trägt die Kennung 16/34, ist 3048 Meter lang, 46 Meter breit und hat einen Belag aus Beton.

### Terminals

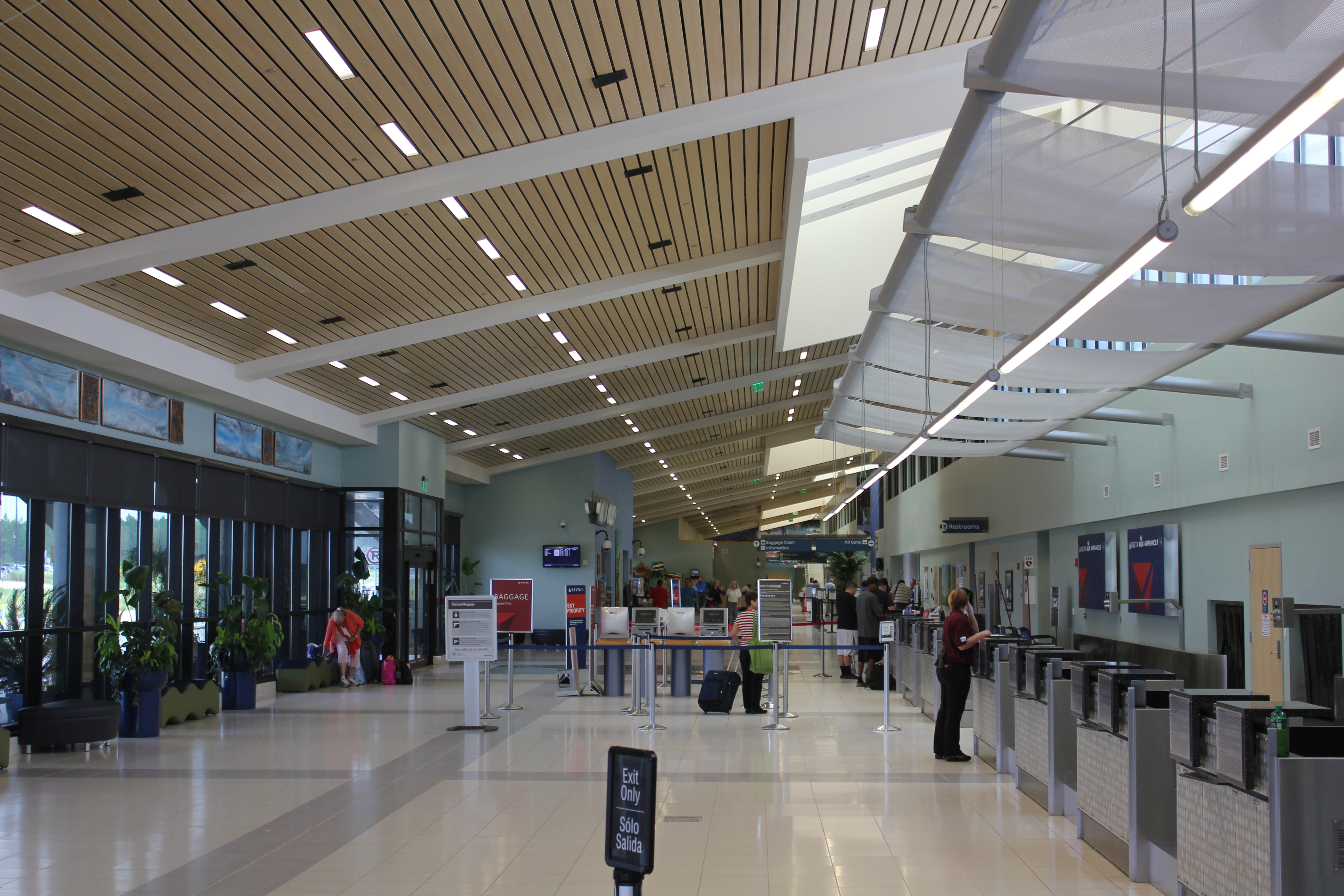
Innenansicht des Terminals

Der Northwest Florida Beaches International Airport verfügt über ein Passagierterminal. In diesem befinden sich sieben Flugsteige, von denen fünf mit Fluggastbrücken ausgestattet sind.

## Fluggesellschaften und Ziele
Der Northwest Florida Beaches International Airport wird von den Fluggesellschaften American Eagle, Delta Air Lines, Southwest Airlines und United Express genutzt. Den größten Marktanteil hat Delta Air Lines, gefolgt von Southwest Airlines, American Eagle und United Express.
Es werden ausschließlich Ziele in den Vereinigten Staaten angeflogen, darunter vor allem die Drehkreuze der einzelnen Fluggesellschaften.

## Verkehrszahlen
| Jahr | Fluggastaufkommen | Flugbewegungen |
| ---- | ----------------- | -------------- |
| 2019 | 1.275.488         | 65.476         |
| 2018 | 1.056.101         | 64.313         |
| 2017 | 939.437           | 67.196         |
| 2016 | 897.679           | 65.635         |
| 2015 | 890.764           | 64.782         |
| 2014 | 815.160           | 57.066         |
| 2013 | 816.478           | 59.882         |
| 2012 | 883.592           | 56.861         |
| 2011 | 869.389           | 56.403         |

### Verkehrsreichste Strecken
| Rang | Stadt                           | Passagiere | Fluggesellschaft |
| ---- | ------------------------------- | ---------- | ---------------- |
| 01   | Atlanta, Georgia                | 259.870    | Delta            |
| 02   | Nashville, Tennessee            | 88.000     | Southwest        |
| 03   | Dallas–Love, Texas              | 61.630     | Southwest        |
| 04   | Dallas/Fort Worth, Texas        | 42.150     | American Eagle   |
| 05   | Houston–Hobby, Texas            | 39.680     | Southwest        |
| 06   | Charlotte, North Carolina       | 38.000     | American Eagle   |
| 07   | Houston–Intercontinental, Texas | 33.990     | United Express   |
| 08   | St. Louis, Missouri             | 24.750     | Southwest        |
| 09   | Baltimore, Maryland             | 14.550     | Southwest        |
| 10   | Chicago–Midway, Illinois        | 4.720      | Southwest        |